# Јован Чикириз
Јован Чикириз (1774−1848) из села Рти један је од најстаријих драгачевских каменорезаца познатих по имену. Стриц и учитељ знаменитог Радосава Чикириза.
Рођен у великој задружној породици која се у Рте у 18. веку доселила из старовлашког села Трудово. Учесник Првог српског устанка. Рањен је у Радаљевском боју 27. марта 1806. године.
Сахрањен је на Винчином брду у Ртима. У споменик од живичког пешчара Радосав Чикириз уклесао је подужи епитаф:
Овде почива Раб Божи
ИОВАН КРСМАНОВИЋ
иначе Чикириз
Жител Ртијански
коие у време рата крабри воиник био
и на битке вредно полазио
јуначки се борио с турцима
за србску славу и слободу
1806. г от скоплака сулеман пашине воиске
на Радалеву рана допануо
за веру и отечество
против безакони тирана
и крвљу своиом трипут покропио
за крст частни и за Христов : закон :
поживи : 74 г.
умре 21 октомбра 1848
Оваи билег воздвигошему
синови Вукосав Милош и Микаил
а спомоћу своег стрица Илие
а писаому и градио
Ученик Радосав синовац его
а Петар ковач братучед его
сечива градио за ови камен